# Румыния на «Евровидении-2003»
Румыния приняла участие в сорок восьмом выпуске телевизионного конкурса Евровидение-2003, который состоялся 24 мая в Риге, Латвия. Страну представляла певица и автор песен Николета Александру (под псевдонимом Никола) с песней «Don’t Break My Heart» («Не разбивай моё сердце»), написанной в соавторстве со своим мужем, композитором Михаем Александру. По итогам голосования она заняла десятое место из 26, набрав 73 очка. Этот результат позволил Румынии автоматически пройти квалификацию на конкурс 2004 года, минуя стадию полуфинала. Таким образом, Don’t Break My Heart стала предшественницей румынской заявки на Евровидение-2004 I Admit в исполнении Санды Ладоши. Конкурс был показан на канале TVR1 с комментариями Андреи Демирджян. Глашатаем, объявлявшим очки румынских телезрителей, был Леонард Мирон.

## Предыстория
К моменту конкурса 2003 года Румыния участвовала на Евровидение четырежды с момента своего дебюта в 1994 году. Страна также попыталась дебютировать на Евровидение-1993, но по итогам Предварительного отбора для Милстрита песня Nu pleca в исполнении Диды Дрэган заняла последнее место и не прошла квалификацию. В 1996 году Румыния, наряду с 28 странами, участвовала в аудиоотборе, введённом Европейским вещательным союз для выбора 22 заявок на финальный концерт Евровидения-1996. Однако румынская заявка Rugă pentru pacea lumii в исполнении Моники Ангел и группы Sincron оказалась на последнем месте по результатам прослушивания, и в Осло она не прозвучала. Самым лучшим результатом Румынии было девятое место, которое она зафиксировала в 2002 году с балладой Tell Me Why, исполненной Моникой Ангел и Марселем Павлом. Самым худшим результатом Румынии было 22-е место, которое она зафиксировала в 1998 году с песней Eu cred, исполненной Мэлиной Олинеску.

## До «Евровидения»

### Selecția Națională 2003
Начиная с 1993 года, когда Румыния попыталась дебютировать на Евровидении, Телевидение Румынии (TVR) организовывало национальный отбор Selecţia Naţională. Данная организация продолжила свою работу и для выбора заявки на конкурс 2003 года. Седьмой выпуск Selecţia Naţională впервые претерпел изменения в формате. Конкурс состоял из двух полуфиналов, которые состоялись 15 и 22 февраля 2003 года в телестудии TVR в Бухаресте. Ведущими полуфиналов были Леонард Мирон и Китти Чепрага. В каждом из полуфиналов было представлено двенадцать песен, но только шестеро лучших по итогам голосования проходили в финал. Финалисты определялись путём комбинации голосов жюри и телезрителей в соотношении 50:50. Среди конкурсантов Selecţia Naţională были Мэлина Олинеску, представительница Румынии на Евровидение-1998, Николетта Матеи, будущая представительница Румынии на Евровидение-2008 и Паула Селинг, будущая представительница Румынии на Евровидение-2010 и Евровидение-2014.
| Порядок выступления | Исполнитель                   | Название песни         | Очки | Место |
| ------------------- | ----------------------------- | ---------------------- | ---- | ----- |
| 1                   | Krypton                       | «Lumea noastră»        | 7    | 7     |
| 2                   | Селена                        | «Anytime»              | 1    | 12    |
| 3                   | Valahia                       | «Friends are Friends»  | 16   | 3     |
| 4                   | Desperado                     | «Fată de ţară»         | 7    | 7     |
| 5                   | Николета Матеи                | «The Only One»         | 16   | 3     |
| 6                   | Рэзван Кривач и Ливиу Сореску | «Once Upon a Time»     | 8    | 6     |
| 7                   | Аурелиан Темишан              | «Let’s Have a Holiday» | 19   | 1     |
| 8                   | D’La Vegas                    | «Oxigen»               | 11   | 5     |
| 9                   | Supermarket                   | «Un om între oameni»   | 4    | 10    |
| 10                  | Паула Селинг                  | «Let’s Go!»            | 18   | 2     |
| 11                  | Мариус Драгомир               | «Golden Bird»          | 3    | 11    |
| 12                  | Sfinx Experience              | «A fost o vreme când»  | 6    | 9     |

| Порядок выступления | Исполнитель         | Название песни             | Очки | Место |
| ------------------- | ------------------- | -------------------------- | ---- | ----- |
| 1                   | Centrul Civic       | «Come With Us»             | 13   | 3     |
| 2                   | Мэлина Олинеску     | «Tăcerea doare»            | 9    | 7     |
| 3                   | Latin               | «Mereu aproape»            | 1    | 10    |
| 4                   | Аурелиан Темишан    | «Goodbye, Hello, Goodbye»  | 16   | 2     |
| 5                   | Genius              | «My Life»                  | 11   | 6     |
| 6                   | Кость Ионицэ        | «Dominus»                  | 13   | 3     |
| 7                   | Александра Унгуряну | «Make This Love Come True» | 12   | 5     |
| 8                   | Богдан Браду        | «Albastru aprins»          | 7    | 9     |
| 9                   | Никола              | «Don’t Break My Heart»     | 24   | 1     |
| 10                  | Open                | «Tell Me»                  | 0    | 12    |
| 11                  | Оана Сырбу          | «Doar tu știi»             | 1    | 10    |
| 12                  | Хара                | «Spune»                    | 9    | 7     |

Финал седьмого выпуска Selecția Națională состоялся 1 марта 2003 года в телестудии TVR в Бухаресте. Ведущими, как и в полуфиналах, были Леонард Мирон и Китти Чепрага. Хотя по результатам двух полуфиналов было определено двенадцать лучших песен, только десять участвовали на заключительном этапе отбора. Композиция «Goodbye, Hello, Goodbye» Аурелиана Темишана была отозвана самим певцом, поскольку наличие двух песен от одного исполнителя в финале было запрещено правилами. А песня «Dominus» Кости Ионицэ была дисквалифицирована из-за своей схожести с песней российской поп-группы HI-FI «Ты прости». По итогам голосования Никола с песней Don’t Break My Heart одержала победу, набрав 24 очка. Второе место досталось Аурелиану Темишану с «Let’s Have a Holiday», набравшему 20 очков.

## На «Евровидении»
Никола выступала под номером 24, между Эстонией и Швецией. По итогам голосования она заняла десятое место из 26, набрав 73 очка, в том числе 12 очков от России. Этот результат позволил Румынии автоматически пройти квалификацию на конкурс 2004 года, минуя стадию полуфинала. Румынские телезрители 12 очков присудили Швеции и 7 очков России.

### Голосование
| Очки      | Страна                                  |
| --------- | --------------------------------------- |
| 12 баллов | - Россия                                |
| 10 баллов | - Испания                               |
| 8 баллов  | - Польша                                |
| 7 баллов  | - Босния и Герцеговина                  |
| 6 баллов  | - Австрия - Израиль - Украина           |
| 5 баллов  |                                         |
| 4 балла   | - Германия - Греция - Франция           |
| 3 балла   |                                         |
| 2 балла   | - Кипр                                  |
| 1 балл    | - Норвегия - Турция - Хорватия - Швеция |

| Очки      | Страна   |
| --------- | -------- |
| 12 баллов | Швеция   |
| 10 баллов | Турция   |
| 8 баллов  | Бельгия  |
| 7 баллов  | Россия   |
| 6 баллов  | Франция  |
| 5 баллов  | Испания  |
| 4 балла   | Польша   |
| 3 балла   | Норвегия |
| 2 балла   | Греция   |
| 1 балл    | Германия |